# دون ريس
دون ريس (بالإنجليزية: Don Reese)‏ هو لاعب كرة قدم أمريكية أمريكي، ولد في 4 سبتمبر 1951 في موبيل في الولايات المتحدة، وتوفي في 18 سبتمبر 2003 في ألاباما في الولايات المتحدة بسبب سرطان الكبد.

## وصلات خارجية
- دون ريس على موقع مرجع كرة القدم المحترفة.كوم (الإنجليزية)